# 까멜
《까멜》(Camille 2000)은 미국에서 제작된 래들리 메츠거 감독의 1969년 영화이다. 알렉상드르 뒤마 피스의 1852년 소설, 연극 춘희에 기반을 둔다. 니노 카스텔누오보 등이 주연으로 출연하였고 래들리 메츠거 등이 제작에 참여하였다.

## 출연

### 주연
- 니노 카스텔누오보
- 엘리오노라 로시 드라고

### 조연
- 로베르토 비사코
- 마시모 세라토
- Zachary Adams

## 기타
- 원작자: 알렉상드르 뒤마 필스
- 의상: 엔리코 사바티니